# Ceraclea norfolki
Ceraclea norfolki är en nattsländeart som först beskrevs av Navás 1917.  Ceraclea norfolki ingår i släktet Ceraclea och familjen långhornssländor. Inga underarter finns listade i Catalogue of Life.